# Straßenbahn Ontario (Kalifornien)

Talfahrt der Maultierbahn in Ontario (Kalifornien)

Die Straßenbahn in Ontario (Kalifornien) bestand ab 1888 als Pferdebahn. 1895 wurde der von großen Höhenunterschieden gekennzeichnete Betrieb elektrifiziert und verkehrte bis zur Stilllegung 1933 als Straßenbahn.

## Geschichte
Ontario, östlich von Los Angeles und südlich des Gebirgszuges der San Gabriel Mountains gelegen, entstand ab 1882 als planmäßig angelegte Siedlung. Hauptstraße Ontarios war die Euclid Avenue; eine 60 Meter breite und 13 Kilometer lange Straße, die in vier Reihen mit Bäumen bepflanzt war. Die nach Norden stark ansteigende Euclid Avenue führte über Upland nach San Antonio Heights und wurde von zwei Eisenbahnstrecken gekreuzt, am südlichen Ende von der Southern Pacific Railroad und in der Mitte von der Sante Fe.
Die rasche Entwicklung Ontarios führte am 14. August 1888 zur Inbetriebnahme einer eingleisigen, normalspurigen Pferdebahn. Die Strecke mit einer Gesamtlänge von 13,6 Kilometern verlief überwiegend auf dem Mittelstreifen der Euclid Avenue von Ontario ins heutige San Antonio Heights. Für den Betrieb standen zwei Wagen zur Verfügung. Als Zugtiere wurden zunächst Pferde eingesetzt, später dann wie häufig in den Vereinigten Staaten zwei Maultiere pro Wagen. Erste Betreibergesellschaft war die Ontario and San Antonio Heights Railroad Company.
Die starke Steigung der Strecke – angegeben wird ein Höhenunterschied von 360 Meter –  erforderten bei der Talfahrt ein sorgfältiges Bremsen, um ein Auflaufen des Wagens auf die Zugtiere zu verhindern. Abhilfe schuf eine einachsige Anhängeplattform, die ein Schmied aus Ontario herstellte. Die Plattform wurde bei der Bergfahrt zusammengeklappt unter den Wagen geschoben und diente an den Wagen angekuppelt bei der Talfahrt der Beförderung der Maultiere. Die Plattform war dabei mit einer eigenen Bremse ausgerüstet. Als weiterer Vorteil der zeitgenössisch auch „Schwerkraftbahn“ genannten Betriebsform wird das Einsparen von Zugtieren genannt, da sich diese während der Talfahrt erholen und gleich für die nächste Bergfahrt eingesetzt werden könnten. Eine ähnliche Betriebsform wurde auf einer Strecke der Pferdebahn in Denver praktiziert, dort fand das Zugtier bei der Talfahrt allerdings seinen Platz auf der hinteren Plattform des Wagens. Als Fahrzeiten werden für die Bergfahrt ein bis anderthalb Stunden angegeben, für die Talfahrt 20 bis 30 Minuten.
Am 24. September 1895 wurde der elektrische Betrieb aufgenommen. Das Kraftwerk befand sich in San Antonio Heights neben einem Vergnügungspark, der der Straßenbahn zusätzliches Verkehrsaufkommen verschaffte. Nach mehreren Eigentümerwechseln gelangte die Straßenbahn 1914 in den Besitz der Pacific Electric. Die Pacific Electric richtete den Fahrplan der Straßenbahn auf ihre in Upland abfahrenden Züge aus. Einen Fahrplan vom Februar 1924 zufolge wurden zwischen Upland und Ontario 34 Fahrten angeboten, von denen 16 Anschluss an Züge der Eisenbahnstrecke hatten. In den Hauptverkehrszeiten fuhr etwa alle 20 Minuten eine Straßenbahn, zu anderen Zeiten bestanden stündlich Verbindungen. Nachdem 1924 bereits Teilstrecken aufgegeben worden waren, wurde der Restbetrieb zwischen Ontario und Upland am 6. Oktober 1928 stillgelegt. Nach Angaben der Betreibergesellschaft konnten auf der Strecke nicht die Betriebskosten eingefahren werden.
Eine zweite Strecke bestand von 1911 bis 1933 von Upland über Claremont in das 10 Kilometer westlich von Ontario gelegene Pomona. Anfänglich wurde ein durchgehender Betrieb von Ontario nach Pomona angeboten, ehe ab 1914 bei aufkommender Konkurrenz durch Busse beide Strecken getrennt betrieben wurden.

## Nachwirkung
Zum 75. Stadtjubiläum Ontarios 1957 wurde anhand alter Fotografien eine Rekonstruktion eines Maultierwagens gefertigt. Die Rekonstruktion geriet zunächst in Vergessenheit; seit 2000 befindet sie sich als Denkmal in der Euclid Avenue.